# Trichoniscus lindbergi
Trichoniscus lindbergi är en kräftdjursart som beskrevs av Albert Vandel 1957F. Trichoniscus lindbergi ingår i släktet Trichoniscus och familjen Trichoniscidae.

## Underarter
Arten delas in i följande underarter:
- T. l. intermedius
- T. l. cavernicola